# Fußball in Bielefeld

Wappen der Stadt Bielefeld

Der Fußball in Bielefeld wird seit Anfang des 20. Jahrhunderts gespielt. Die bekanntesten Vereine sind die Arminia Bielefeld, die 17 Jahre lang in der Fußball-Bundesliga spielte, und der VfB 03 Bielefeld, der im Jahre 1931 die Endrunde um die deutsche Fußballmeisterschaft erreichte.

## Geschichte

### Frühe Jahre

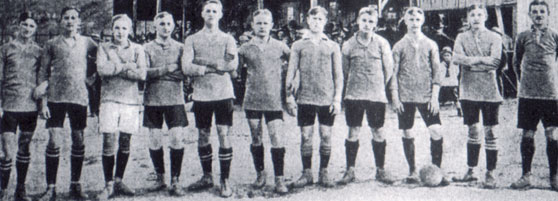
Mannschaftsfoto Arminia Bielefeld (1911)

Ältester Fußballverein der Stadt ist vermutlich der am 3. März 1903 als Fechtverein gegründete Bielefelder SK Cheruskia, von dem ein Mannschaftsfoto aus dem Jahre 1904 existiert. Dieser Verein änderte im Jahre 1907 seinen Namen in VfB 03 Bielefeld. Ein Jahr später wurde am 23. Oktober 1904 der Verein Frisch Auf Sudbrack gegründet, der sich seit 1972 SC Bielefeld 04/26 nennt. Am 3. Mai 1905 gründete sich mit dem 1. Bielefelder FC Arminia der heute wohl bekannteste fußballerische Vertreter der Stadt. Zwar gründeten sich bereits vorher weitere, teilweise noch heute existierende Vereine, die jedoch erst später eine Fußballabteilung erhielten. Die 1894 als Turnverein Heepen gegründete SpVg Heepen stellte erst nach dem Ende des Ersten Weltkrieges eine Fußballmannschaft. Beim bis ins Jahr 1895 zurückgehende TuS Ost Bielefeld wird erst seit 1909 oder 1910 Fußball gespielt und auch der 1897 gegründete Bielefelder SV West kickt erst seit 1920.
Im Jahre 1906 nahm Arminia Bielefeld als erster Verein der Stadt an Meisterschaftsspielen des Westdeutschen Spiel-Verbandes teil. Ein Jahr später folgten der VfB 03 und der SC Ravensberg Bielefeld. Sportlich standen die Bielefelder Teams zunächst im Schatten diverser Mannschaften aus Osnabrück, ehe die Arminia 1913 erstmals Westfalenmeister wurde und sich für die Endrunde um die Westdeutsche Meisterschaft qualifizierte. 1922 sicherte sich die Arminia erstmals die Westdeutsche Meisterschaft und qualifizierte sich für die Deutsche Meisterschaft, wo die Bielefelder bereits in der ersten Runde mit 0:5 am FC Wacker München scheiterte. Ein Jahr später verteidigte die Arminia seinen westdeutschen Titel durch einen 4:3-Sieg nach Verlängerung über TuRU Düsseldorf.
Auf Reichsebene scheiterte die Mannschaft jedoch erneut in Runde eins. Nach einer 1:2-Niederlage nach Verlängerung setzte sich der SC Union Oberschöneweide durch. Walter Claus-Oehler wurde sowohl Arminias als auch Westfalens erster deutscher Nationalspieler. Die Arminia konnte in den restlichen 1920er Jahren nicht mehr an diese Erfolg anknüpfen. Im Jahre 1926 zog der Verein vom Sportplatz Pottenau auf die „Bielefelder Alm“ in der westlichen Innenstadt. Seit dem Jahre 2004 trägt das Stadion den Namen SchücoArena, nachdem der gleichnamige Bauzulieferer die Namensrechte am Stadion erwarb. 1930 und 1931 qualifizierte sich der VfB 03 Bielefeld für die Westdeutsche Meisterschaft und wurde 1931 gar Vizemeister hinter Fortuna Düsseldorf. Damit qualifizierten sich die „Hüpker“ für die Deutsche Meisterschaft, wo sie allerdings in der ersten Runde mit 2:5 Hertha BSC unterlagen. Allerdings verzichtete der VfB 03 in diesem Spiel auf einige seiner Stammkräfte, nachdem der FC Schalke 04 wegen Verstößen gegen das Amateurwesens gesperrt wurde.

### Drittes Reich

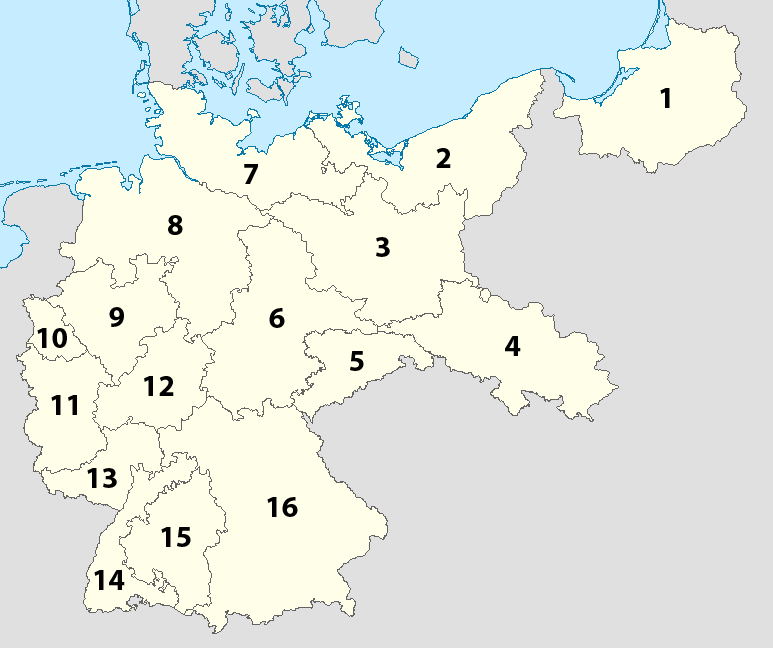
Die 16 Sportgaue von 1933

Mit der Machtübernahme der NSDAP wurde das deutsche Ligensystem reformiert. Neue höchste Spielklasse für die Bielefelder Vereine war die Gauliga Westfalen, für die sich die Arminia als einzige örtliche Mannschaft qualifizieren konnte. Gleich in der ersten Saison musste die Mannschaft absteigen und kehrte erst 1938 zurück. Ein Jahr später stieg auch der VfB 03 auf und für die Bielefelder Vereine begann die erfolgreichste Zeit. Arminia wurde 1939/40 Vizemeister hinter dem FC Schalke 04, ein Jahr später sicherten sich die „Hüpker“ den dritten Platz. Der fortschreitende Zweite Weltkrieg sorgte dafür, dass bei beiden Vereinen die Personalknappheit immer größer wurde. Als Konsequenz schlossen sich beide Vereine zur Saison 1943/44 zur Kriegsspielgemeinschaft KSG Bielefeld zusammen. Trotz der großen Rivalität zwischen den beiden Vereinen funktionierte die Spielgemeinschaft, auch wenn der sportliche Erfolg ausblieb. Laut einer Vereinschronik der Arminia fanden es die Anhänger beider Vereine „durchaus in Ordnung, dass sich der Bielefelder Fußballrest gegen alles zur Wehr setzte, was den Fußballruhm der Leinenstädter bedrohen wollte“.
Arminia Bielefeld setzte die von den neuen Machthabern propagierte Gleichschaltung bereitwillig um und führte das Führerprinzip ein. Jüdische Mitglieder wurden aus dem Verein ausgeschlossen und erhielten Hausverbot im Stadion. Auch wenn beim VfB 03 ebenfalls jüdische Mitglieder wie seinen späteren Vereinspräsidenten und Sponsor Walter Goldmann ausschloss und an seinem Stadion Schilder aufgehing, nachdem Juden unerwünscht sein, stand die Arminia mit der Unterstützung der Nazis in der Stadt weitestgehend alleine da. Andere Vereine hielten sich weitestgehend zurück, während im Arbeitersport Vereine wie der FTSV Fichte Bielefeld oder der FTSV Brackwede verboten und zwangsaufgelöst wurden. In der zweitklassigen Bezirksklasse war Bielefeld mit Vereinen wie Westfalia Brackwede, SpVgg Schildesche oder Bielefelder SpVgg vertreten. Die BSG Dürkopp Bielefeld erreichte 1941 immerhin die Aufstiegsrunde zur Gauliga, scheiterte aber an der SpVgg Herten.

### Nachkriegszeit

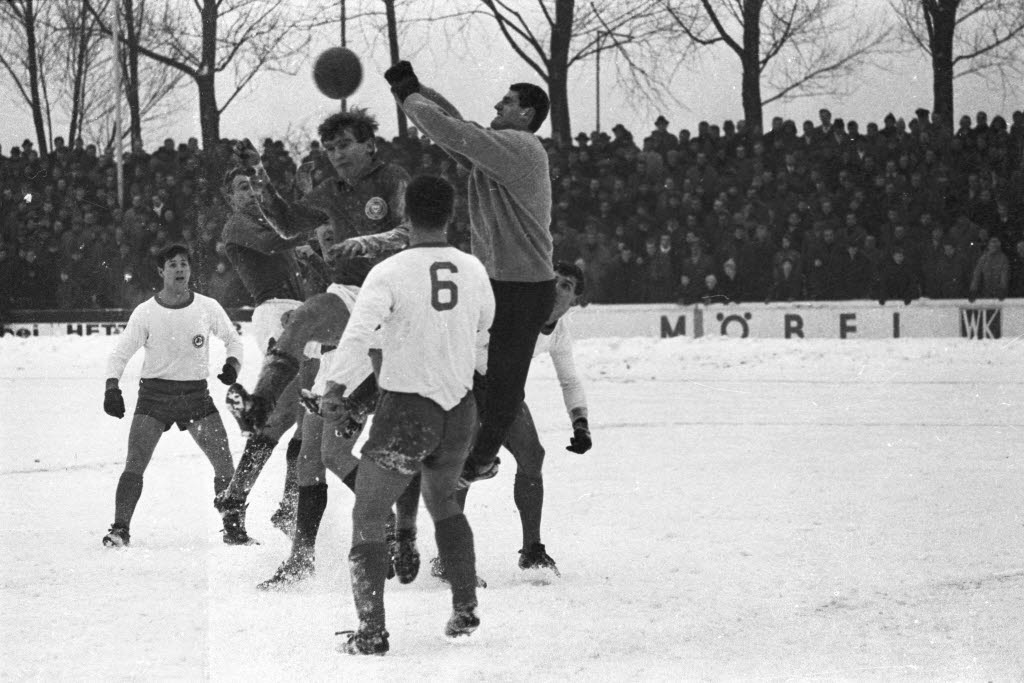
DFB-Pokalspiel Holstein Kiel – Arminia (3:1), 22. Januar 1966

Nach dem Ende des Zweiten Weltkriegs gab es administrative Veränderungen im Bielefelder Fußball. Der Fußballkreis Bielefeld erstreckte sein Gebiet über die Stadt Bielefeld sowie über die damaligen Landkreise Bielefeld und Halle (Westfalen). Als höchste Spielklasse wurde eine zweigleisige Landesliga Westfalen eingeführt, an der sowohl die Arminia als auch der VfB 03 teilnahmen. Arminia stieg am Ende der Saison 1945/46 ab, allerdings verpassten die „Hüpker“ ein Jahr später die Qualifikation für die neu geschaffene, erstklassige Oberliga West. 1949 wendete sich das Blatt wieder, als die Arminia aus der Bezirksklasse in die Oberliga durchmarschierte, allerdings in der Saison 1949/50 den Klassenerhalt verpasste. Somit spielten beide Vereine ab 1950 in der zweitklassigen II. Division West, aus der sich der VfB 03 1952 und die Arminia 1954 verabschiedete. Lediglich in der Saison 1955/56 spielten die „Hüpker“ noch mal zweitklassig.
Höchste Amateurliga war ab 1945 die Landesliga sowie ab 1956 die Verbandsliga. Mehrere Bielefelder Vereine erreichten diese Spielklassen wie der VfL Schildesche, der SV Brackwede, der TuS Eintracht Bielefeld und die SpVgg Fichte Bielefeld. 1956 qualifizierten sich die Arminia, der VfB 03 und der SV Brackwede für die neu geschaffene Verbandsliga. 1962 wurde die Arminia dann gegen den BV Brambauer Westfalenmeister und schaffte den Aufstieg in die II. Division. Ein Jahr später gelang dann später die Qualifikation für die neu geschaffene Regionalliga West. Lokalrivale VfB 03 hingegen verlor das Endspiel um die Westfalenmeisterschaft gegen den Lüner SV und blieb im Amateurlager. Im Nachwuchsbereich sorgte Arminia Bielefeld 1961 für Aufsehen, als die Mannschaft Westdeutscher Meister wurde durch einen 2:1-Finalsieg über den Duisburger SpV. Bernd Kirchner und Bernd Naschke erzielten die Treffer. Eine deutsche Meisterschaft wurde seinerzeit noch nicht ausgespielt, dennoch besiegten die Bielefelder den damaligen Süddeutschen Meister SpVgg Fürth in einem Freundschaftsspiel mit 4:1. Gleich mehrere Spieler der erfolgreichen Arminen rückten nachher in die erste Mannschaft auf und sorgten für die erfolgreichste Qualifikation für die Regionalliga West 1963.

### Nach Gründung der Bundesliga

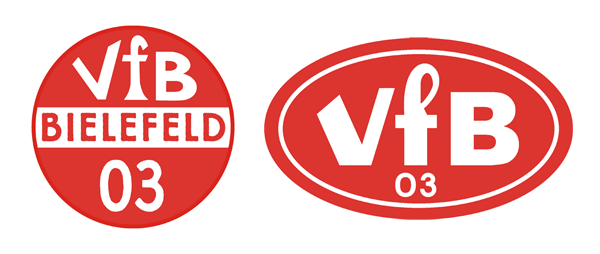
Historische Logos des VfB 03

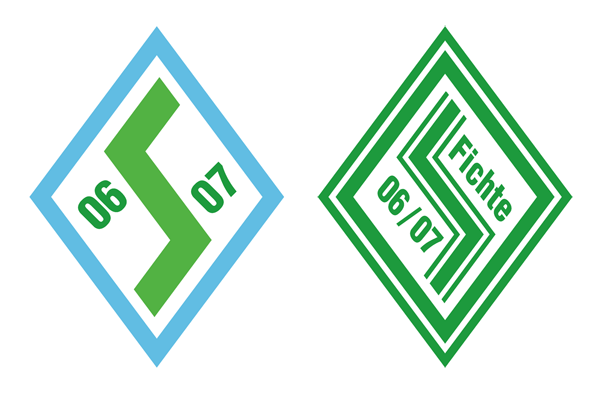
Historische Logos der SpVgg Fichte

Arminia Bielefeld war der einzige Vertreter der Stadt in der zweitklassigen Regionalliga West und festigte damit seine Führungsrolle. Nach einem dritten Platz in der Saison 1966/67 wurde die Mannschaft drei Jahre später Vizemeister und setzte sich in der folgenden Aufstiegsrunde zur Bundesliga durch. In der Saison 1970/71 schaffte der Verein zwar sportlich den Klassenerhalt. Allerdings kam einen Tag nach dem letzten Spieltag heraus, dass Arminia im Rahmen des Bundesliga-Skandals durch Bestechung die notwendigen Punkte holte. Der Verein wurde zunächst zum Zwangsabstieg in die Verbandsliga verurteilt, jedoch wurde das Urteil abgeschwächt und die Mannschaft spielte ab 1972 wieder in der Verbandsliga. Zwei Jahre später qualifizierte sich der DSC für die neu geschaffene 2. Bundesliga und schaffte 1978 und 1980 den Wiederaufstieg in die Bundesliga. Höhepunkte dabei waren die achten Plätze in den Spielzeiten 1982/83 und 1983/84. Ein Jahr später stiegen die Arminen wieder in die 2. Bundesliga ab. Finanzielle Probleme führten aber 1988 zum Absturz in die Oberliga Westfalen. Zwischenzeitlich stand die Existenz des hoch verschuldeten Vereins auf dem Spiel. Als erster Verein in Deutschland konnte sich die Arminia durch einen Vergleich sanieren. Darüber hinaus sorgte die Arminia 1986 für Schlagzeilen, als mit Gisela Schwerdt erstmals eine Frau den Vorsitz eines professionellen deutschen Fußballvereins übernahm.
Lokalrivale VfB 03 Bielefeld klopfte 1973 an die Tür zur Regionalliga. Drei Jahre zuvor hatte der Verein seine VfB-Kampfbahn an das Handelsunternehmen Marktkauf verkauft und die Erlöse in die Mannschaft investiert. Durch ein 2:1 über Rot-Weiß Lüdenscheid wurden die „Hüpker“ Westfalenmeister, scheiterten aber in der Aufstiegsrunde zur Regionalliga West. Anschließend rutschte der Verein bis in die Bezirksliga hinab. Auch die SpVgg Fichte Bielefeld pendelte lange Zeit zwischen Verbands- und Landesliga. Neben dem „Hüpkern“ und der SpVgg Fichte schaffte es der SV Brackwede in die Verbandsliga. Bis 1972 hielten sich die Brackweder in der höchsten Amateurliga, ehe die Mannschaft nach drei Abstiegen in Folge bis in die Kreisklasse abstürzte. Ab Mitte der 1980er Jahre spielten auch die Amateure von Arminia Bielefeld regelmäßig in der Verbandsliga. Auch in der mittlerweile viertklassigen Landesliga war Bielefeld mehrfach vertreten, wie z. B. durch Vereine wie der TuS Brake, VfL Schildesche, TuS 04 Sudbrack, SpVg Heepen, VfL Ummeln, TuS Dornberg oder den VfR Wellensiek. Dabei kam es in einigen Spielzeiten zu der kuriosen Situation, dass der TuS Brake aus Bielefeld gegen den TuS Brake aus Lemgo antreten musste.

### Nach der Wiedervereinigung

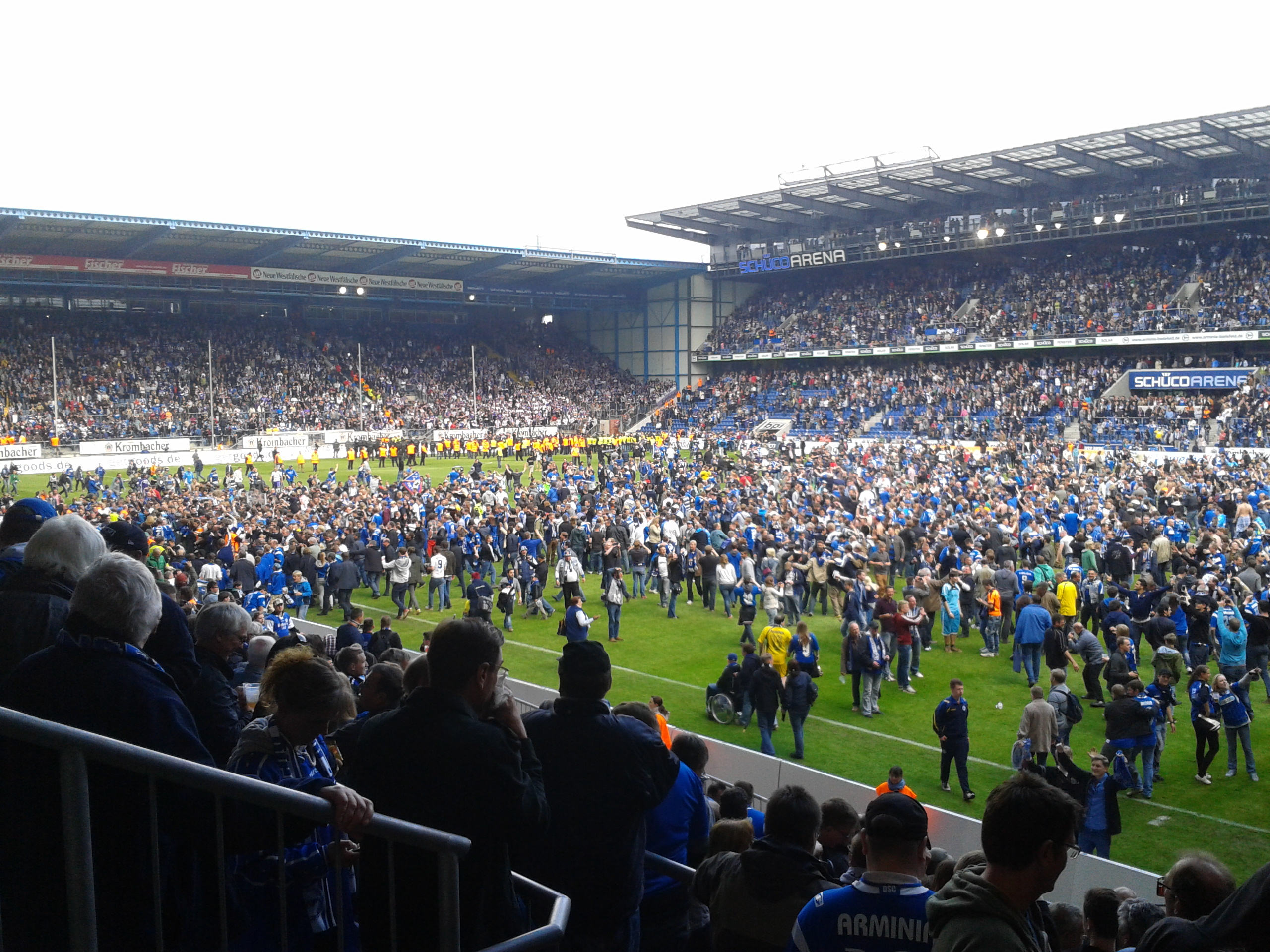
Arminia stieg 2013 in die 2. Bundesliga auf.

Sechs Jahre lang dümpelte die Arminia in der Oberliga Westfalen, ehe Mitte der 1990er Jahre eine sportliche Renaissance begann. Diese ist eng verbunden mit dem Namen Rüdiger Lamm, der zahlreiche erfahrene Bundesligaspieler auf die Alm lockte. Nach zwei Aufstiegen in Folge kehrte die Arminia, zwischenzeitlich Arminia Vielegeld genannt, 1996 in die Bundesliga zurück. Die „Blauen“ wurden erneut zu einer Fahrstuhlmannschaft zwischen erster und zweiter Bundesliga, ehe sich die Mannschaft zwischen 2004 und 2009 in der Eliteliga etablieren konnte. Der Ausbau der Osttribüne, der deutlich teurer als geplant wurde, brachte den Verein erneut in große finanzielle Schwierigkeiten. Erneut stand der Verein dicht vor der Insolvenz und rutschte zweimal in die 3. Liga ab. Ab 2015 etablierte sich die Arminia in der 2. Bundesliga und nach dem Verkauf des Stadions im November 2019 an das Bündnis OWL war der Verein saniert.
Sowohl der VfB 03 als auch die SpVgg Fichte waren in den 1990er Jahren Fahrstuhlmannschaften zwischen Verbands- und Landesliga. Am 1. Juli 1999 fusionierten die Vereine schließlich zum VfB Fichte Bielefeld, der zunächst erfolgreich war. Von 2001 bis 2006 spielte die Mannschaft in der Oberliga Westfalen und spielte in der Saison 2003/04 lange Zeit um den Aufstieg in die Regionalliga mit. Während der Saison half der ehemalige Nationalspieler Uli Stein dreimal aus. Finanzielle Probleme führten dazu, dass der Verein nach dem Abstieg 2006 wieder zur Fahrstuhlmannschaft zwischen Westfalen- und Landesliga wurde. Die „Hüpker“ nahmen am DFB-Pokal 2008/09 teil und verloren in der ersten Runde mit 1:8 gegen Borussia Mönchengladbach.
Die Amateurmannschaft der Arminia stieg 2004 und 2010 jeweils für ein Jahr in die Regionalliga auf. 2014 wurden die DSC-Amateure erneut Meister der Oberliga Westfalen, durften aber wegen des Abstiegs der eigenen Profimannschaft nicht in die Regionalliga aufsteigen. Aus finanziellen Gründen wurden die Mannschaft im Jahre 2018 aufgelöst. Ebenfalls den Sprung in die Verbands- bzw. Westfalenliga schafften aus Bielefelder Sicht zunächst der SV Gadderbaum 1995 sowie der TuS Jöllenbeck im Jahre 2002. Beide Clubs mussten jeweils nach nur einem Jahr wieder absteigen. Erfolgreicher waren neben dem VfL Theesen 2011 vor allem der TuS Dornberg. Unterstützt von einer Sponsorengruppe unter Führung des ehemaligen Sat. 1-Nachrichtensprechers Hans-Hermann Gockel stieg der Club binnen weniger Jahre von der Kreisliga C bis in die NRW-Liga auf und kamen dort zu einem 2:0-Sieg beim ehemaligen Europapokalteilnehmer KFC Uerdingen 05. Es folgten noch zwei Jahre in der Oberliga Westfalen, ehe finanzielle Probleme zum Absturz in die Bezirksliga führten. Zwischenzeitlich wirkte der Ex-Nationalspieler David Odonkor als Trainer in Dornberg. Der VfL Theesen hingegen machte sich durch seine Jugendarbeit einen Namen. In der Saison 2013/14 spielten die Theesener in der A-Junioren-Bundesliga, mussten aber als abgeschlagener Tabellenletzter direkt wieder absteigen.

## Frauenfußball

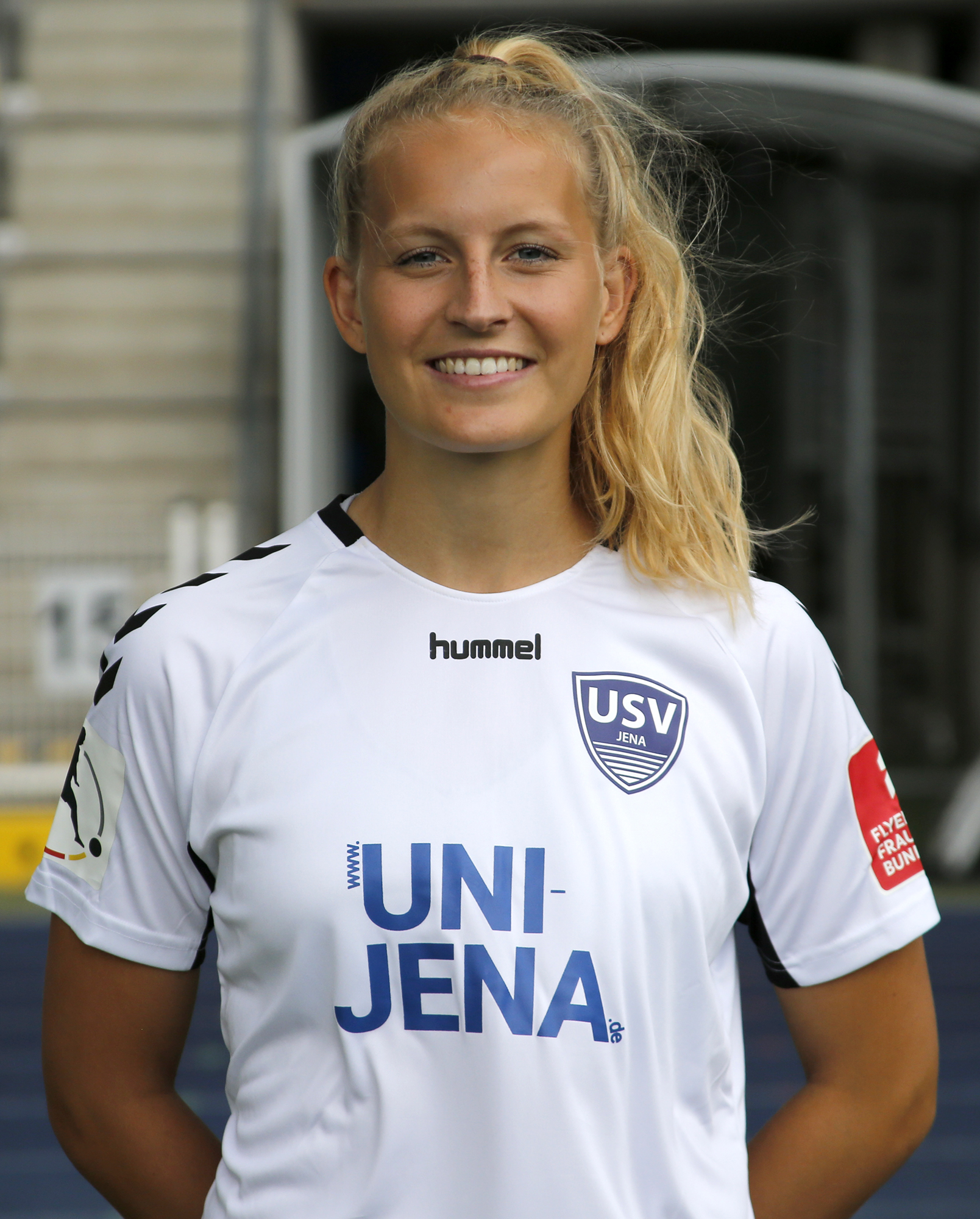
Maren Tellenbröker wurde Bundesligaspielerin in Jena.

Bedeutendster Verein im Bielefelder Frauenfußball ist Arminia Bielefeld. Die Abteilung wurde im Jahre 1975 gegründet und spielte jahrzehntelang lediglich auf Verbandsebene. Einen Aufschwung gab es Mitte der 2010er Jahre, als das Team von Trainer Markus Wuckel nach zwei Aufstiegen in Folge 2015 die 2. Bundesliga Nord erreichte. Zwei Jahre später verpasste das Team unglücklich die Qualifikation für die eingleisige 2. Bundesliga. Von 2019 bis 2021 spielte die Mannschaft erneut in der 2. Bundesliga und erreichte im DFB-Pokal 2019/20 das Halbfinale.
Bielefelder Vereine brachten mehrere Bundesligaspielerinnen hervor, wie z. B. Deniz Harbert, Nina Philipp, Friederike Repohl (geb. Abt) oder Maren Tellenbröker. Die Nationalspielerin Lena Goeßling wurde zwar in Bielefeld geboren, erlernte das Fußballspielen aber in Löhne.
Die deutsche Nationalmannschaft spielte viermal in der Bielefelder SchücoArena. Am 31. März 1994 wurde Wales mit 12:0 besiegt. Ein 1:1 gab es am 25. Februar 2009 gegen China. Rumänien wurde am 31. Mai 2012 mit 5:0 besiegt. Am 24. November 2017 gewann Deutschland mit 4:0 gegen Frankreich. Im Jahre 2010 wurden zehn Spiele der U-20-Weltmeisterschaft in der Bielefelder SchücoArena ausgetragen. Darunter das Finale am 1. August 2010, wo sich Gastgeber Deutschland mit einem 2:0-Sieg vor 24.633 Zuschauern gegen Nigeria durchsetzte und den Titel gewann.

## Besonderer Fußball

### Arbeiterfußball

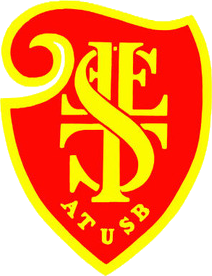
Logo des Arbeiter-Turn- und Sportbund

In den Jahren der Weimarer Republik gehörten mehrere Bielefelder Vereine dem Arbeiter-Turn- und Sportbund (ATSB) an. Vereine aus Bielefeld gehörten dem 11. Kreis (Nordwestdeutschland) an, der neben Ostwestfalen-Lippe die Region Weser-Ems sowie Bremen angehörte. Die Bielefelder Vereine gehörten wiederum dem 4. Bezirk des Kreises an. 1914 stand der TV Jahn Bielefeld, heute Union 02 Bielefeld, im Endspiel um die Kreismeisterschaft gegen die FT Bremerhaven. Allerdings wurde das Endspiel wegen des Ersten Weltkrieges abgesagt. 1929 konnte sich der FTSV Fichte Bielefeld und zwei Jahre später der FTSV Brackwede als Kreismeister für die Endrunde um die deutsche Meisterschaft qualifizieren. Fichte scheiterte 1929 in der ersten Runde mit 2:3 am SC Lorbeer Hamburg, während die Brackweder 1931 mit 1:12 beim gleichen Gegner scheiterten.
Die Nationalmannschaft des ATSB trug ein Länderspiel in Bielefeld aus. Am 28. Juni 1929 sahen 7.746 Zuschauer auf dem Sportplatz West, der sich hinter der Nordtribüne der SchücoArena befand, ein 2:2-Unentschieden gegen die Auswahl Österreichs. Drei Spieler aus Bielefelder Vereinen absolvierten Länderspiele für die deutsche ATSB-Auswahl. Herbert Schmidt absolvierte mindestens 25 Länderspiele und nahm an der Arbeiterolympiade 1931 in Wien teil, wo die deutsche Mannschaft Zweiter wurde. Weitere deutsche Nationalspieler aus Bielefeld waren Jack Holtkamp und Karl Beckmann, die jeweils auf zwei Einsätze kamen.
Neben dem eher sozialdemokratischen Arbeiterfußball im ATSB existierten noch die den Kommunisten nahestehende Kampfgemeinschaft für Rote Sporteinheit, kurz Rotsport. Diese entstand im Jahre 1930. Ob und welche Bielefelder Vereine dieser Organisation angehörten ist allerdings nicht bekannt.

### Migrantenvereine
In den 1970er Jahren bildeten sich die ersten Migrantenvereine in Bielefeld. Als ältester von Migranten gegründeter Verein in Bielefeld gilt der FC Türk Sport, der sich 1976 gründete und auch der erfolgreichste ist. Von 2003 bis 2008 sowie in der Saison 2012/13 trat die Mannschaft in der Landesliga an. 1979 gründete sich der SC Bosporus Bielefeld, der 1987 als erster Bielefelder Migrantenverein in die Bezirksliga aufstieg. Weitere Vereine im überkreislichen Fußball waren und sind der FC Hilal Spor (Bezirksliga 1995–1997), SuK Bielefeld (Bezirksliga 2000/01), der SV Canlar (Landesliga 2009/10) und der SC Hicret Bielefeld (Bezirksliga seit 2015).
Der FC Türk Sport bekam im Juni 2018 bundesweite Aufmerksamkeit, als ihre Heimspielstätte vom NDR-Satiremagazin Extra 3 zu Deutschlands verrücktesten Fußballplatz gewählt wurde. Der Kupferhammer war bei seiner Eröffnung Ende der 1970er Jahre ein reiner Aschenplatz. Im Laufe der Zeit wuchs an den Rändern Naturrasen, so dass der Platz heute von den Seitenauslinien bis zu den Strafräumen Rasen und in der Mitte Asche liegt.

### Konfessioneller Fußball
In den Jahren der Weimarer Republik und den Anfangsjahren des Dritten Reiches existierten einige konfessionelle Sportverbände, die jedoch nur von untergeordneter Bedeutung waren. Am bedeutendsten war der katholische DJK-Sportverband, der in der Region von den Vereinen aus dem Paderborner Raum dominiert wurde. Am 1. Februar 1920 wurde der Bezirk Paderborn-Lippstadt gegründet, aus dem später zunächst der Gau Ostwestfalen und dann der Gau Ostfalen wurde. Einziger Bielefelder Meister wurde 1927 die DJK VfK Bielefeld. Am 25. November 1933 wurde der Gau Ostfalen aufgelöst. Aus Bielefeld nahmen insgesamt 17 Vereine am DJK-Spielbetrieb teil. Das evangelische Gegenstück zur DJK war der Sportverband Eichenkreuz. Dieser trug in der Region Ostwestfalen jedoch nur Handball, Faustball und Schlagball an. Im größten jüdischen Sportverband Vintus war kein Verein aus der Region Ostwestfalen-Lippe vertreten. Der Verein Makkabi Bielefeld war im Sportverband Makkabi Deutschland vertreten, trug allerdings nur Freundschaftsspiele aus. Im Sportbund Schild des Reichsbund jüdischer Frontsoldaten verpasste der Verein Schild Bielefeld 1938 die Bezirksmeisterschaft. Mit der Reichspogromnacht wurden die jüdischen Sportverbände aufgelöst.

### Kreispokal
Am Bielefelder Kreispokal nehmen zusätzlich noch die Mannschaften aus dem zum Kreis Gütersloh gehörenden Altkreis Halle (Westf.) teil. Der Wettbewerb wurde erstmals 1948 ausgespielt. Von 1956 bis 1958, 1962 und 1989, im Jahre 1993 und von 1995 bis 1999 wurde der Wettbewerb aus unbekannten Gründen nicht ausgetragen. Im Jahre 2021 fiel der Wettbewerb wegen der COVID-19-Pandemie aus. Rekordsieger ist der TuS Dornberg mit sechs Erfolgen.
- 1948: TuS Jöllenbeck
- 1949: TuS 04 Sudbrack
- 1950: SpVg Heepen
- 1951: SC Halle
- 1952: SC Halle
- 1953: VfB 03
- 1954: SV Brackwede
- 1955: Spvg Steinhagen
- 1959: TuRa 06
- 1960: TuRa 06
- 1961: BSV West
- 1990: Arminia
- 1991: SpVg Heepen
- 1992: Spvg Steinhagen
- 1994: Arminia
- 2000: VfR Wellensiek
- 2001: Arminia Amateure
- 2002: VfB Fichte
- 2003: Arminia Amateure
- 2004: Arminia Amateure
- 2005: VfB Fichte
- 2006: VfB Fichte
- 2007: VfB Fichte
- 2008: nicht bekannt
- 2009: TuS Hillegossen
- 2010: TuS Dornberg
- 2011: TuS Dornberg
- 2012: TuS Dornberg
- 2013: TuS Dornberg
- 2014: VfL Theesen
- 2015: SC Peckeloh
- 2016: Spvg Steinhagen
- 2017: VfL Theesen
- 2018: VfB Fichte
- 2019: TuS Dornberg
- 2020: TuS Dornberg
- 2022: VfR Wellensiek
- 2023: Spvg Steinhagen
- 2024: SC Peckeloh
- 2025: SC Peckeloh

### Hallenfußball
Seit 1997 wird die Bielefelder Hallen-Stadtmeisterschaft ausgetragen. Das Turnier findet traditionell zwischen Weihnachten und Silvester statt, wobei die Endrunde in der Seidensticker Halle ausgetragen wird. Die folgenden Tabelle listet die bisherigen Gewinner auf. In den Jahren 2020 und 2021 fiel das Turnier wegen der COVID-19-Pandemie aus.
- 1997: VfB 03
- 1998: SpVgg Fichte
- 1999: VfB Fichte
- 2000: VfB Fichte
- 2001: Teutonia Altstadt
- 2002: Arminia Amateure
- 2003: TuS Dornberg
- 2004: Arminia Amateure
- 2005: SV Canlar
- 2006: TuS Jöllenbeck
- 2007: VfL Theesen
- 2008: Arminia Amateure
- 2009: TuS Jöllenbeck
- 2010: TuS Dornberg
- 2011: TuS Dornberg
- 2012: TuS Dornberg
- 2013: VfL Theesen
- 2014: VfL Theesen
- 2015: VfL Theesen
- 2016: FC Türk Sport
- 2017: VfB Fichte
- 2018: VfL Theesen
- 2019: TuS Dornberg
- 2020: ausgefallen
- 2021: ausgefallen
- 2022: VfL Theesen
- 2023: MCH Futsal Club
- 2024: SC Hicret

### Freizeitfußball

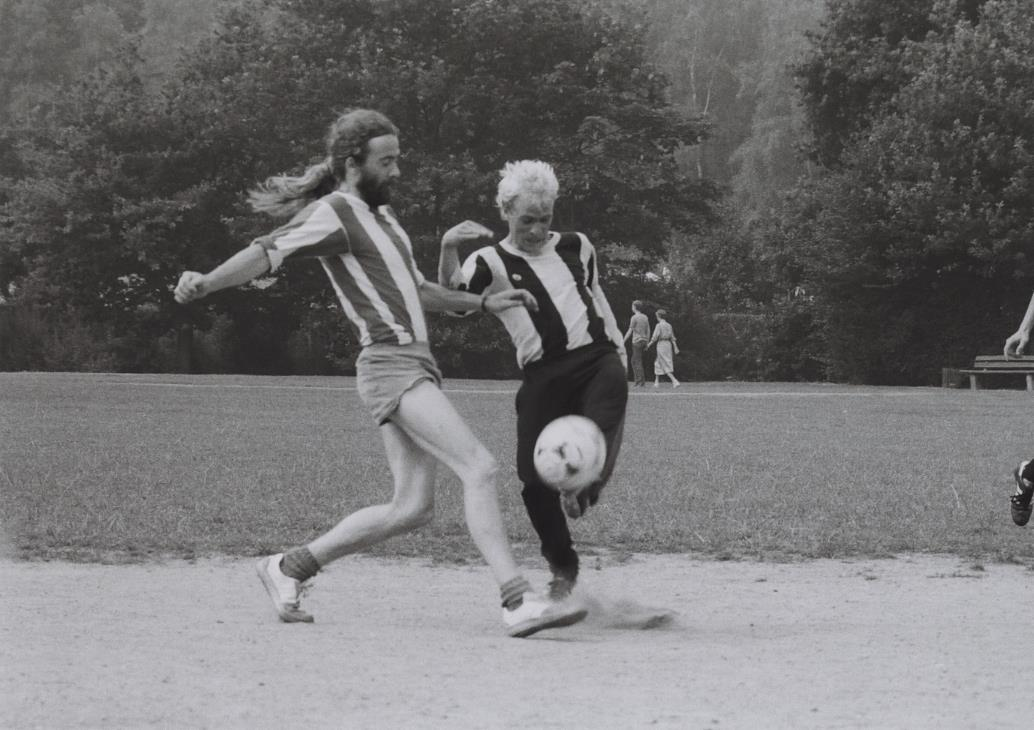
Spielszene der Wilden Liga 1983

Die Wilde Liga Bielefeld wurde am 21. April 1976 gegründet und ist damit die älteste Freizeitfußballliga Deutschlands. Der Spielbetrieb findet auf den Rasenflächen neben der Radrennbahn statt. Dabei wird auf Schiedsrichter verzichtet. Gespielt wird in den drei Spielklassen Um die Wurst, Fahrstuhl und Souterrain. Erster Meister der Wilden Liga war Dampfhammer FlaFla. Außerdem gibt es noch einen Pokalwettbewerb. Die teilnehmenden Mannschaften tragen dabei skurrile Namen wie Arminia Bierzelt, Dieter Hoeneß Hirnverband, Laufen soll’n die Anderen oder Spiel mir das Lied vom Tor. Im März 2017 veröffentlichte der Bielefelder Filmemacher Max Meis den Dokumentarfilm Die Würde des Balles – oder Fußball gegen die Ordnung über die Wilde Liga, die er per Crowdfunding finanziert hat.

### Futsal

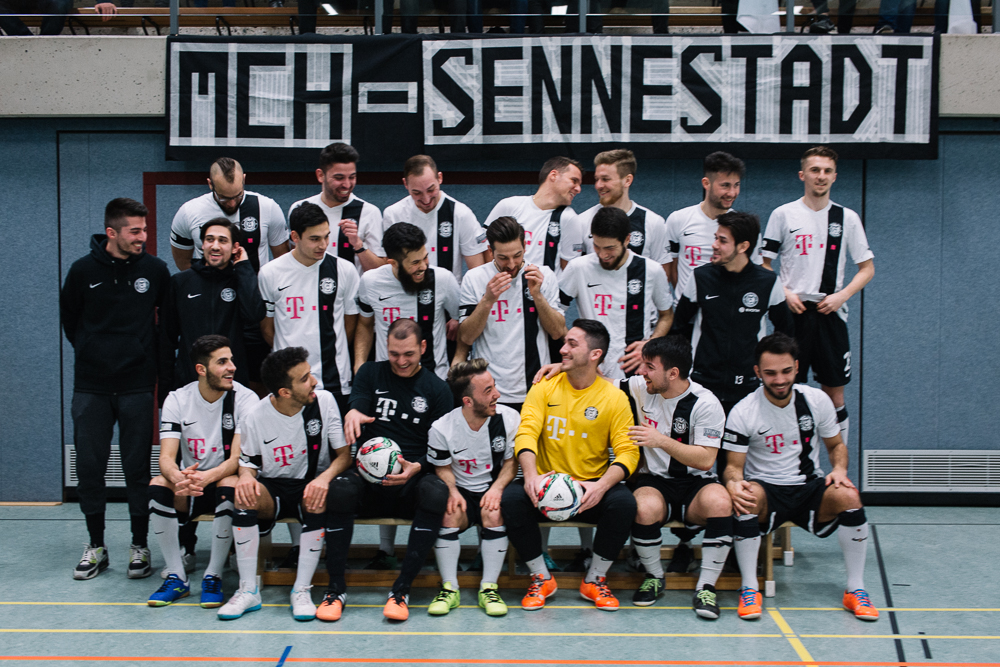
Mannschaftsfoto MCH Futsal Club Bielefeld-Sennestadt 2015–16

Im Futsal ist die Stadt Bielefeld mit dem MCH Futsal Club Bielefeld-Sennestadt und den Black Panthers Bielefeld gleich mit zwei Vereinen in der erstklassigen Futsalliga West vertreten. Während die Sennestädter ein eigenständiger Verein ist gehörten die Black Panthers bis 2019 dem SV Brackwede und danach dem SV Yek Spor Bielefeld an.
Am erfolgreichsten sind die Sennestädter, die 2017 und 2019 jeweils Meister der Liga wurden. Viermal nahmen die Sennestädter an der Endrunde um die Deutsche Futsal-Meisterschaft teil, wobei sie mit dem Halbfinaleinzug 2016 am erfolgreichsten waren. Der MCH Futsal Club war im Jahre 2021 Gründungsmitglied der Futsal-Bundesliga. Der Verein stellte mit Fouad Aghnima, Hakan Erdem, Sandro Jurado García, Aytürk Geçim, Vidoje Matić und Muhammet Sözer mehrere deutsche Nationalspieler.
Lokalrivale Black Panthers wurden 2016 Westdeutscher Pokalsieger. Größter Erfolg in der Liga war der dritte Platz in der Saison 2017/18. Ein Jahr später stellten die Black Panther mit Nick Mdoreuli den Torschützenkönig der Futsalliga.

## Vereine

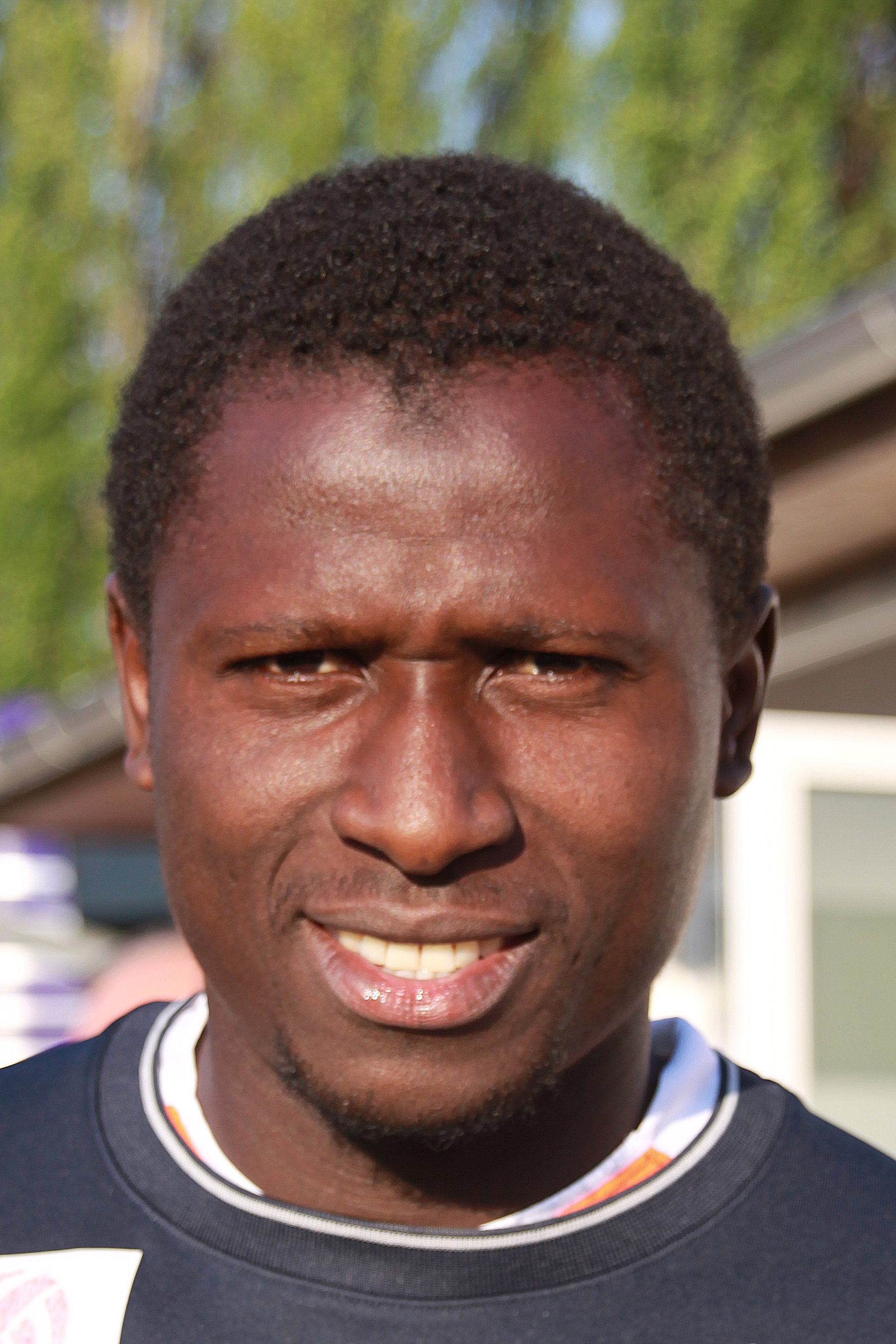
Mamadou Diabang spielte für den FC Türk Sport und den SC Hicret

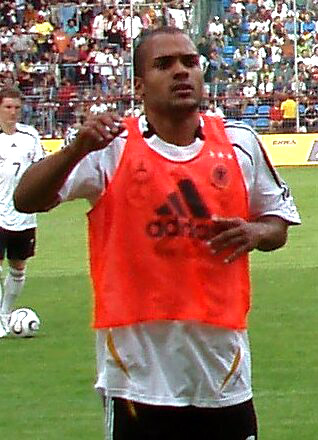
David Odonkor trainierte kurzzeitig den TuS Dornberg

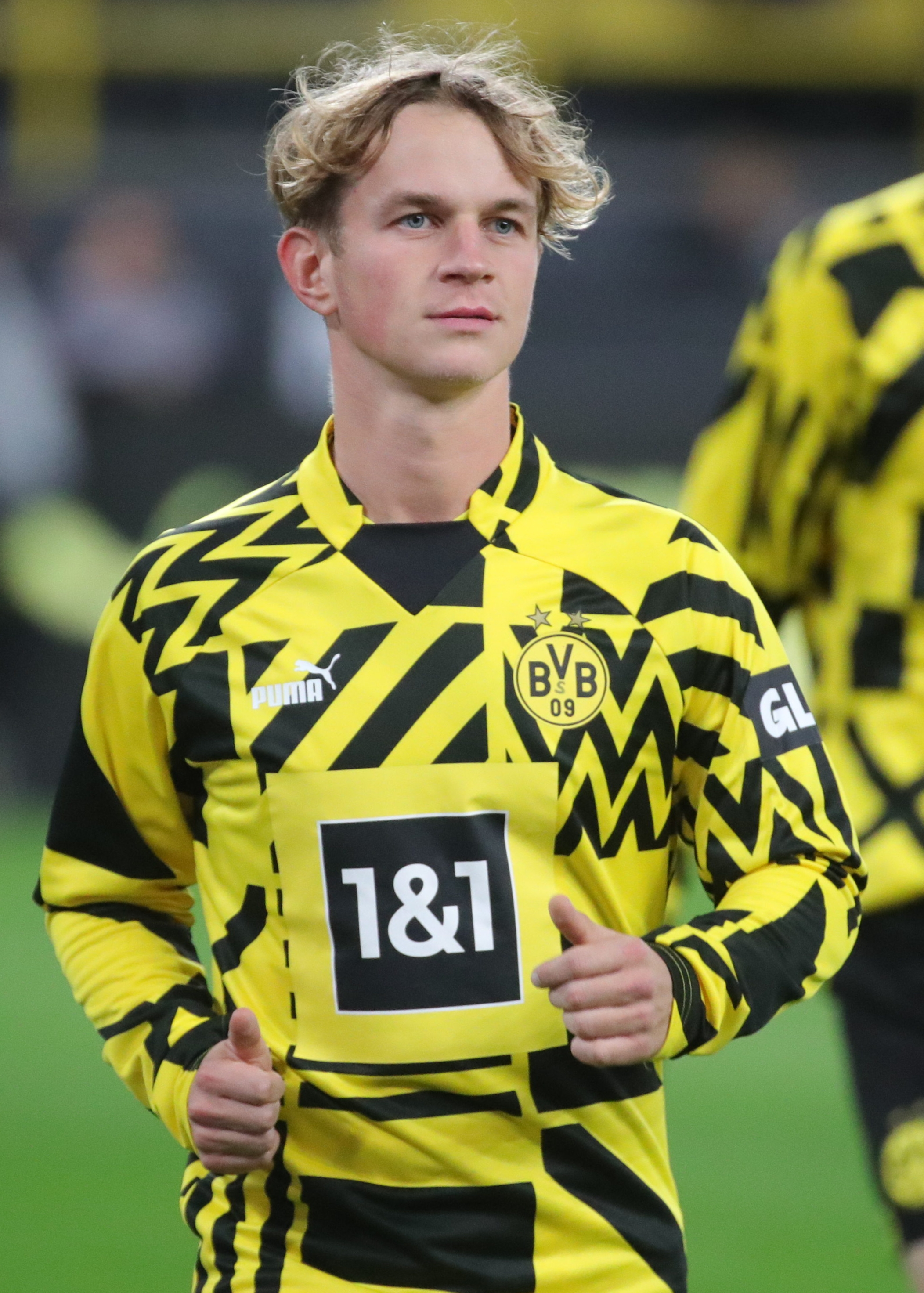
Marco Hober begann seine Karriere beim VfR Wellensiek

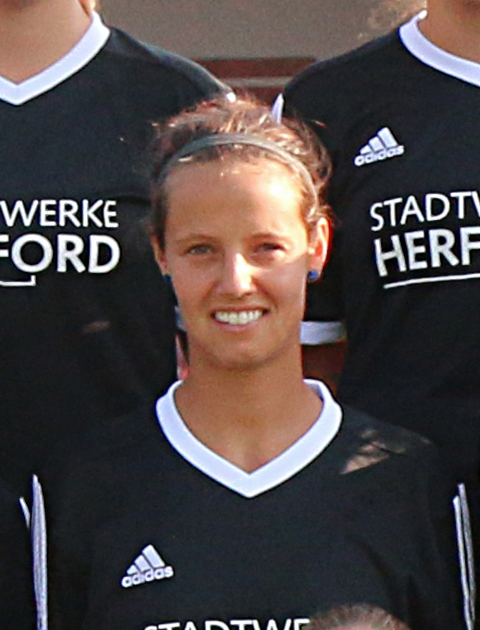
Deniz Harbert …

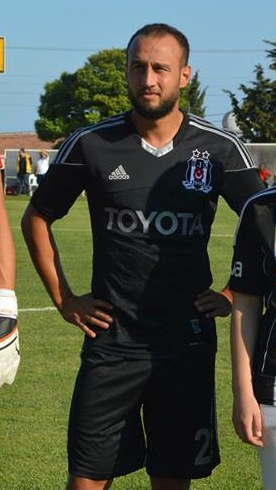
… und Mehmet Akgün begannen ihre Karrieren bei SuK Bielefeld

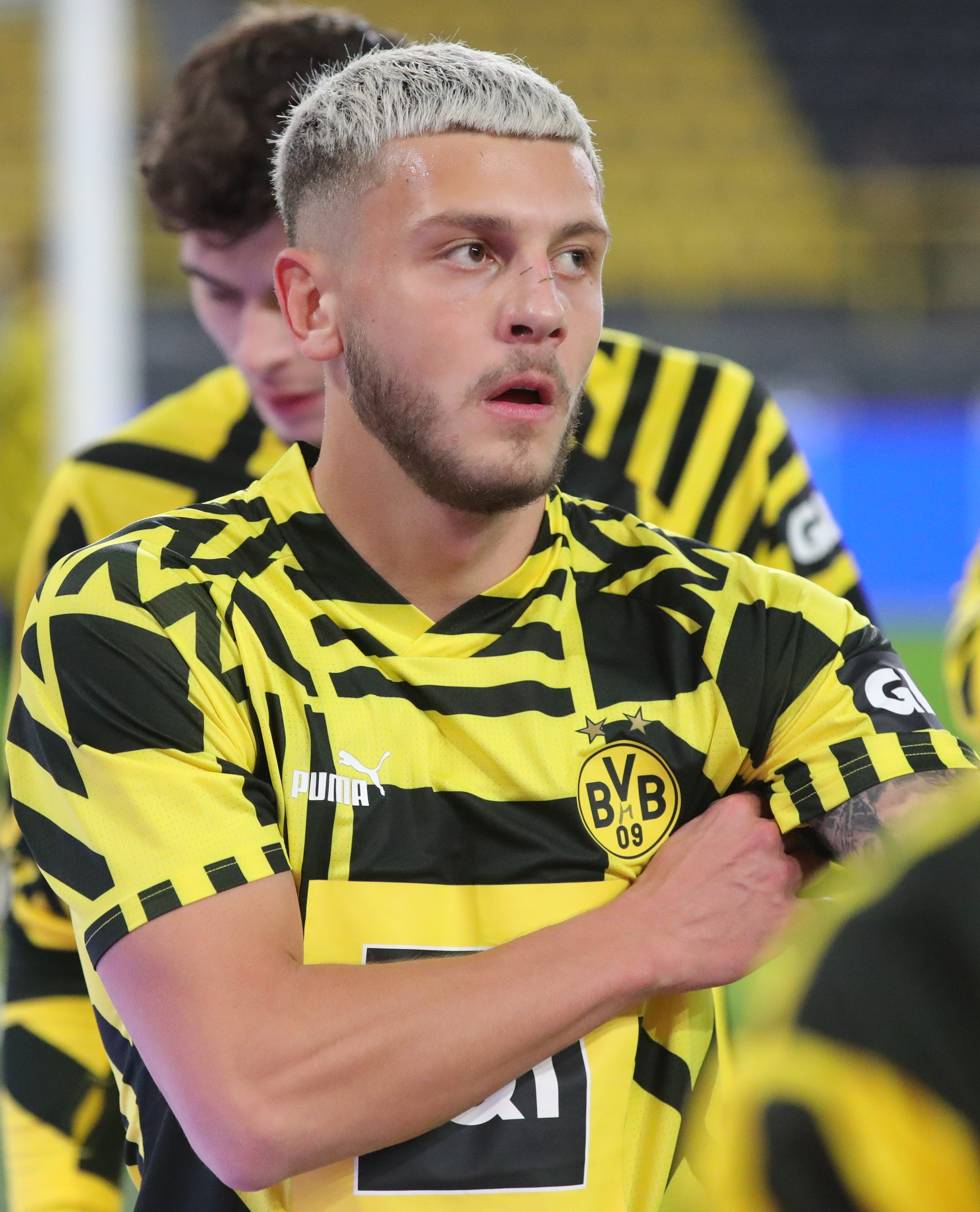
Can Özkan begann seine Karriere beim TuS Brake

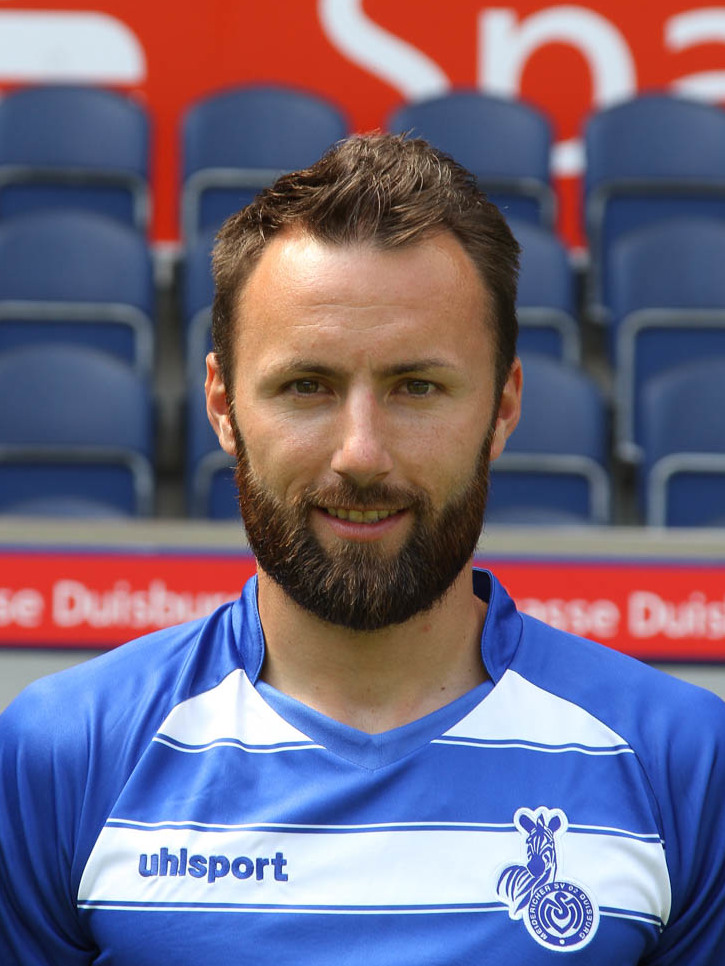
Zlatko Janjić …

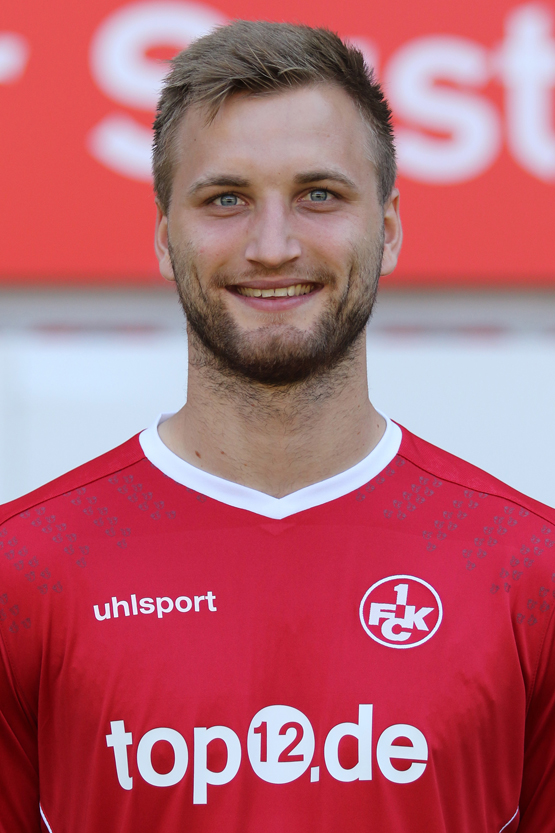
… Kacper Przybyłko begannen ihre Karrieren beim TuS Jöllenbeck

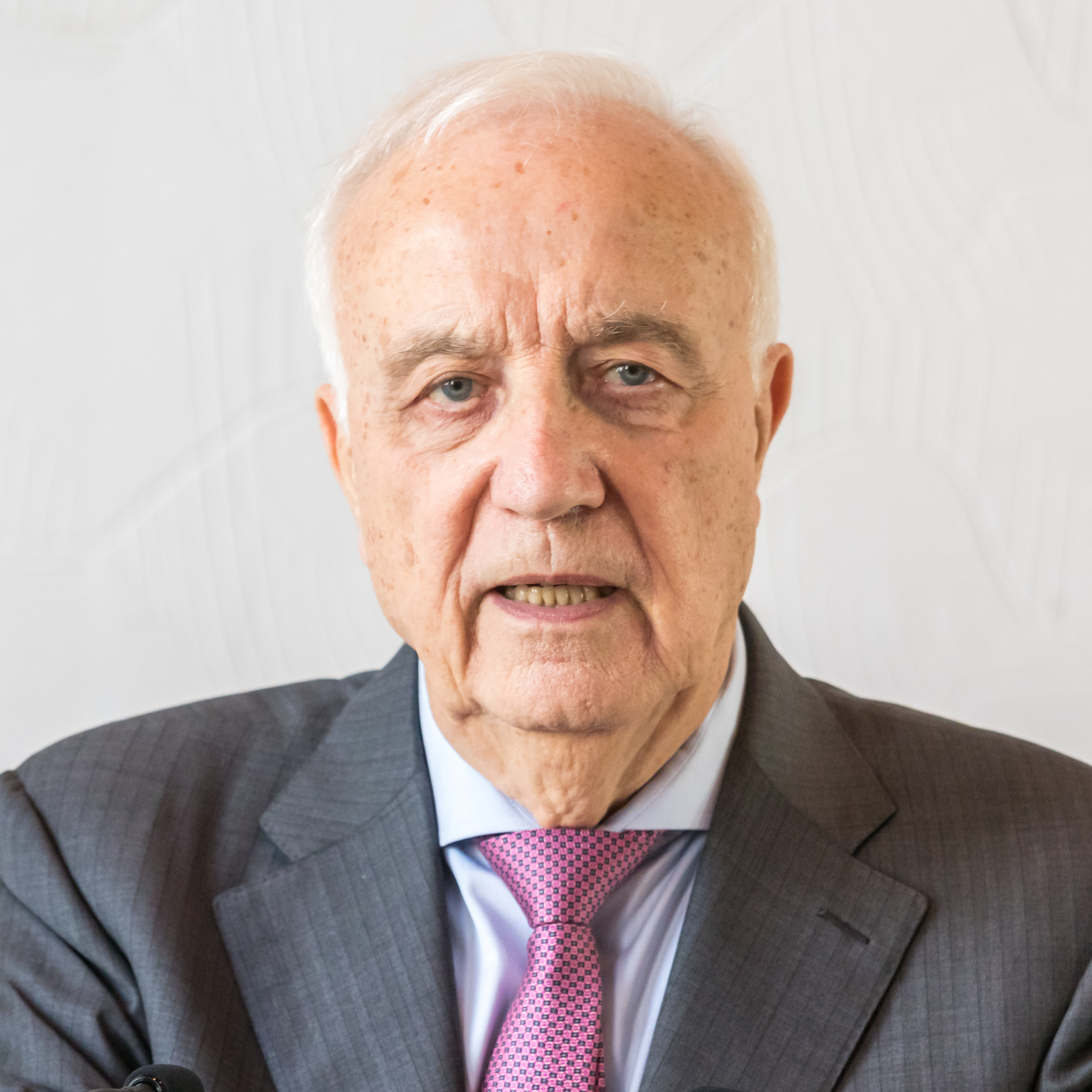
Fritz Pleitgen spielte für den TuS 04 Sudbrack

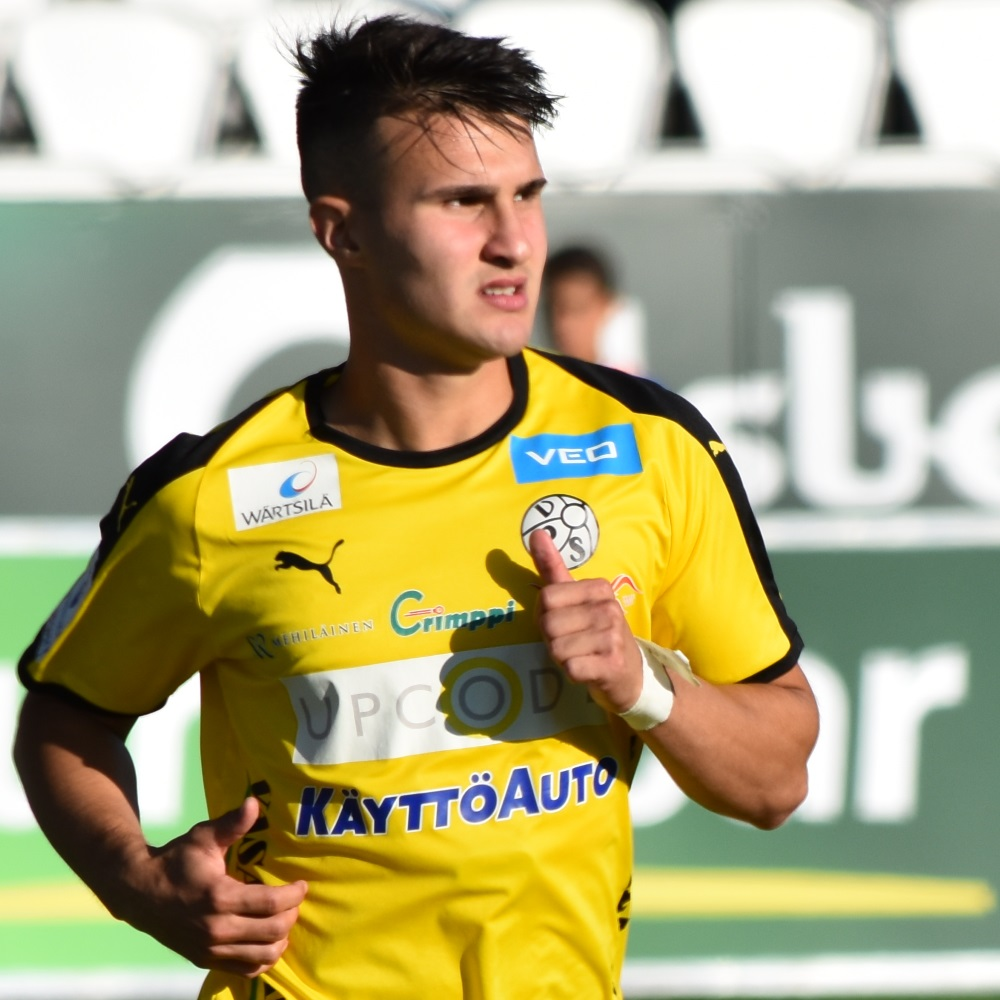
Berkant Güner begann seine Karriere beim TuS 08 Senne I

Im Folgenden werden nach Stadtbezirken aufgeteilt, die Amateurvereine näher vorgestellt, die mindestens eine Saison nach Ende des Zweiten Weltkrieges überkreislich gespielt haben. Arminia Bielefeld bzw. der VfB Fichte Bielefeld und dessen Vorgänger werden dabei außen vorgelassen.

### Brackwede
Im Südwesten der Stadt liegt der Bezirk Brackwede, der neben dem gleichnamigen Stadtteil auch noch Quelle und Ummeln umfasst.
Erfolgreichster Verein des Stadtteils ist der SV Brackwede bzw. dessen Fußballabteilung. Im Jahre 1931 erreichten die Kicker des Vorgängervereins FTSV Brackwede die Endrunde um die nordwestdeutsche Meisterschaft. Gegen den späteren Meister SC Lorbeer Hamburg um Erwin Seeler war der FTSV chancenlos und unterlag mit 1:12. Von 1952 bis 1957 sowie in den Spielzeiten 1964/65, 1966/67 sowie von 1968 bis 1972 gehörte der SV Brackwede der höchsten westfälischen Amateurliga an. Seit 2023 nimmt der Verein nicht am Spielbetrieb teil. Spielstätte ist das Böllhoff-Stadion. Die Fußballabteilung des SV Brackwede brachte mit Hartmut Huhse und Detlef Schnier zwei spätere Bundesliga- und mit Michael Sanke einen späteren Zweitligaspieler hervor.
Brackwede ist zudem die Heimat zahlreicher Migrantenvereine.  Erfolgreichster Verein ist der 1976 gegründete FC Türk Sport Bielefeld, der von 2003 bis 2008 sowie in der Saison 2012/13 in der Landesliga spielte. Bezirksligafußball spielte der Verein von 1999 bis 2003, in der Saison 2008/09, von 2010 bis 2012, von 2013 bis 2018 sowie ab 2019. Heimspielstätte ist der Kupferhammer. Mit Adnan Baytar brachte der Verein einen späteren Profi hervor. Umgekehrt liefen mit Mamadou Diabang, İlham Məmmədov und Uğur Pamuk drei ehemalige Nationalspieler für den Verein auf.
1988 wurde der SC Hicret Bielefeld gegründet, deren erste Mannschaft seit 2015 in der Bezirksliga spielt. 2024 gewann der Verein die Hallen-Stadtmeisterschaft. Der spätere Profi Adnan Baytar begann seine Karriere bei Hicret, während die ehemaligen Nationalspieler Mamadou Diabang, İlham Məmmədov und Uğur Pamuk später für den Club vom Gleisdreieck aufliefen. Mit Vidoje Matić spielte ein Futsal-Nationalspieler für den SC Hicret.
 Westlich von Brackwede liegt Quelle. Der TuS Quelle wurde im Mai 1919 gegründet. Die Queller spielten in der Saison 1952/53, von 1955 bis 1963, von 1972 bis 1979 sowie in den Spielzeiten 1985/86 und 1996/97 in der Bezirksliga. Heimspielstätte ist das Waldstadion Quelle. Mit Josef Ivanović brachte der Verein einen späteren Profi hervor, während mit Bernd Naschke und Friedel Schüller zwei Ex-Profis ihre Karriere in Quelle ausklingen ließen.
Südlich von Brackwede liegt Ummeln. Dort wurde am 1. November 1945 der VfL Ummeln gegründet, der in der Saison 1969/70 in der Landesliga spielte. In der Bezirksliga trat der Verein in der Saison 1968/69, von 1970 bis 1972, von 1974 bis 1977, in der Saison 1987/88, von 1995 bis 2006 sowie in der Saison 2009/10 an. Heimspielstätte ist das Trüggelbachstadion. Der Verein brachte mit Baboucarr Gaye einen gambischen Nationalspieler hervor.

### Dornberg
Im Westen der Stadt liegt der Bezirk Dornberg, der sich in die Stadtteile Großdornberg, Kirchdornberg, Hoberge-Uerentrup, Niederdornberg-Deppendorf, Schröttinghausen und Babenhausen gliedert. Der SC Babenhausen und der TuS Hoberge-Uerentrup spielten nur auf Kreisebene. Schröttinghausen ist eine Handballhochburg und verfügt über keinen Fußballclub.
Erfolgreichster Verein des Bezirks ist der TuS Dornberg, der in der Saison 2011/12 in der NRW-Liga spielte und dort auf namhafte Vereine wie den FC Viktoria Köln, den KFC Uerdingen 05 oder Schwarz-Weiß Essen traf. Von 2012 bis 2014 traten die Dornberger noch in der Oberliga Westfalen an. Zwischenzeitlich in die Bezirksliga abgerutscht tritt die Mannschaft seit dem Aufstieg im Jahre 2020 in der Bezirksliga an. Heimspielstätte ist die BIPA Sportarena. Mit Uğur Pamuk brachte der Verein einen späteren aserbaidschanischen Nationalspieler hervor, während İlham Məmmədov als ehemaliger aserbaidschanischer Nationalspieler für Dornberg auflief. Aleksei Belov war während seiner Zeit in Dornberg estnischer U-19-Nationalspieler. Im Jahre 2015 trainierte der ehemalige deutsche Nationalspieler David Odonkor den TuS.
In der Nähe der Universität Bielefeld ist der im Jahre 1951 gegründete VfR Wellensiek zu Hause, der sich nach der gleichnamigen Wohnsiedlung benannte. Die Wellensieker spielten von 1987 bis 1996 sowie von 2013 bis 2015 in der Landesliga. In der Bezirksliga spielte der VfR von 1962 bis 1967, von 1971 bis 1976, von 1982 bis 1987, von 1996 bis 2013 sowie seit 2015. Heimspielstätte ist die Schröder-Teams-Arena. Mit Frank Geideck, Marco Hober und Colin Kleine-Bekel brachte der Verein drei spätere Profis hervor. Deniz Harbert schaffte es in die Frauen-Bundesliga. Die Ü-32-Mannschaft der Wellensieker wurde 2006 Westfalenmeister und ein Jahr später Westdeutscher Meister. Die Ü-40-Mannschaft wurde 2008, 2011 und 2012 Westfalenmeister.

### Gadderbaum
Der kleinste Bielefelder Stadtbezirk Gadderbaum liegt südwestlich der Innenstadt.
 Der SV Gadderbaum wurde im Jahre 1908 gegründet und spielte in der Saison 1995/96 in der Verbandsliga. Von 1993 bis 1995 und von 1996 bis 2001 spielten die Gadderbaumer in der Landesliga. Der Spielautomatenbetreiber Karl-Heinz Kummer engagierte sich zu dieser Zeit als Sponsor. Seit 2002 tritt die Mannschaft auf Kreisebene an. Heimspielstätte ist der Sportpark Gadderbaum, im Volksmund auch als „Dreesgen“ bekannt. Mit Kosi Saka brachten die Gadderbaumer einen kongolesischen Nationalspieler hervor, während Marco Hober zum Profi wurde. Umgekehrt wirkten mit Ulrich Büscher, Michael Sanke und Meik Tischler drei Ex-Profis als Trainer bzw. Spieler.
 Im Jahre 2010 entstand nach der Fusion des SV Canlar Bielefeld und des SuK Bielefeld der SuK Canlar Bielefeld. Der Verein SuK spielte in der Saison 2000/01 in der Bezirksliga und brachte mit Mohammed Camara einen gambischen Nationalspieler hervor. Mehmet Akgün wurde Profi in der Türkei und Deniz Harbert schaffte es in die Bundesliga. Fusionspartner SV Canlar Bielefeld spielte von 2005 bis 2009 in der Bezirksliga und dann in der Landesliga. Nach der Fusion spielte SuK Canlar von 2010 bis 2014, von 2018 bis 2019 und seit 2023 in der Bezirksliga. Mit Aleksei Belov spielte ein ehemaliger estnischer Erstligaspieler für SuK Canlar.

### Heepen
Im Nordosten der Stadt liegt der Bezirk Heepen, der sich in Altenhagen, Baumheide, Brake, Brönninghausen, Heepen, Milse und Oldentrup gliedert. Der SV Baumheide und der TV Friesen Milse spielten nur auf Kreisebene, während Brönninghausen über keinen Verein verfügt.
Erfolgreichster Club ist die SpVg Heepen, die von 1968 bis 1971 in der Landesliga spielten. Bezirksligafußball bot der Verein von 1950 bis 1957, von 1960 bis 1968, in der Saison 1971/72, von 1983 bis 1995, in den Spielzeiten 1996/97 und 1998/99 sowie von 2020 bis 2022 und ab 2024. Zu einer kuriosen Situation kam es in der Saison 1983/84, als die erste Mannschaft in die Kreisliga B abstieg, während die zweite Mannschaft in der Parallelgruppe den Aufstieg in die Bezirksliga schaffte. Die Ü-32-Mannschaft wurde im Jahre 2000 Westfalenmeister.
 Im Nordosten der Stadt ist der 1896 gegründete TuS Brake zu Hause. Die Braker spielten von 1962 bis 1965 in der Landesliga. In der Bezirksliga spielte der Verein von 1952 bis 1962, von 1965 bis 1970 sowie seit 2018. Heimspielstätte ist die KüchenTrend Sport-Arena, früher bekannt als Ludwig-Jahn-Kampfbahn. Ewald Bockermann wurde in den 1950er Jahren Spieler in der seinerzeit erstklassigen Oberliga West bzw. Nord, während Can Özkan später Profi wurde. Mamadou Diabang spielte 2015 kurzzeitig für den Club.
 Am östlichen Stadtrand liegt Altenhagen, wo im Jahre 1972 der FC Altenhagen gegründet wurde. Dieser spielte in den Saisons 2008/09 und 2010/11 in der Bezirksliga. Heimspielstätte ist der CSL Plasma Park. Der Verein brachte mit Friederike Repohl (geb. Abt) eine Bundesligaspielerin und U-19-Europameisterin hervor.  Im Süden des Stadtbezirks ist der VfL Oldentrup zu Hause, der im Jahre 1921 gegründet wurde und auf der Sportanlage Krähenwinkel spielt. Die zeitweilig vom ehemaligen Bundesligaspieler Ernst Kuster trainierte Mannschaft spielte von 2020 bis 2023 in der Bezirksliga.

### Jöllenbeck
Jöllenbeck ist der nördlichste Stadtbezirk von Bielefeld und umfasst die Stadtteile Jöllenbeck, Theesen und Vilsendorf. Der TuS Union Vilsendorf spielte nie überkreislich.
Am 1. Oktober 1949 wurde mit dem VfL Theesen als gemeinsamer Nachfolger der Vereine Grün-Weiß Theesen, TuS Theesen und TV Theesen der erfolgreichste Club des Bezirks gegründet. Der Verein spielte in der Saison 2011/12, von 2013 bis 2016, von 2018 bis 2022 und ab 2025 in der Westfalenliga. Von 2005 bis 2011, in der Saison 2012/13 und von 2016 bis 2018 traten die Theesener in der Landesliga an. Heimspielstätte ist der Biekra-Sportpark. Der Verein machte sich für seine erfolgreiche Nachwuchsarbeit einen Namen. In der Saison 2013/14 traten die Theesener in der A-Junioren-Bundesliga an, stiegen aber als abgeschlagener Tabellenletzter wieder ab. Spieler wie Vladislav Cherny, Maximilian Hippe, Marvin Höner, Fabian Kunze, Justin Lukas oder Bjarne Pudel schafften über den VfL Theesen den Sprung in den Profifußball, während Maxine Birker (geb. Mittendorf) und Maren Tellenbröker es in die Frauen-Bundesliga schafften.
Ebenfalls in die Westfalenliga bzw. damals noch Verbandsliga schaffte es der TuS Jöllenbeck in der Saison 2002/03. Von 1991 bis 2002 und von 2003 bis 2010 spielten die „Jürmker“ noch in der Landesliga und wurde dort in der Saison 1998/99 Vizemeister sowie zwischen 1995 und 1998 viermal in Folge Tabellendritter. Zwischendurch in die Kreisliga A abgerutscht, spielt die Mannschaft seit 2013 wieder in der Bezirksliga. Heimspielstätte ist das Naturstadion. Der Verein brachte mit Frederik Gößling, Zlatko Janjić und Kacper Przybyłko mehrere spätere Profis hervor. Von 1977 bis 2018 richtete der TuS Jöllenbeck ein international besetztes Frauen-Hallenturnier aus.

### Mitte
Mitte ist der zentralste und bevölkerungsreichste Stadtbezirk von Bielefeld.
Im Ortsteil Sieker ist der TuS Eintracht Bielefeld beheimatet, der im Jahre 1900 als Arbeiter-Turnverein Eintracht Sieker gegründet wurde. Die Eintracht spielte in den Jahren 1952/53 und 1958/59 in der Landesliga. Bezirksligafußball brachte der Verein in der Saison 1946/47, von 1948 bis 1951, von 1953 bis 1958, von 1959 bis 1964, von 1985 bis 1988 sowie in der Saison 1989/90. Heimspielstätte ist der Sportplatz Königsbrügge. Die Eintracht brachte mit Gerd Siese und Nils Fischer zwei spätere Profis hervor.
 Am östlichen Rand des Stadtbezirks ist der TuS Ost Bielefeld zu Hause. Der Verein wurde am 5. März 1895 als Arbeiter-Turnverein Vorwärts Bielefeld gegründet und trägt seinen heutigen Namen seit dem 28. Oktober 1945. Die Ostler spielten von 1964 bis 1971, von 1980 bis 1992, von 1993 bis 1996, in der Saison 1997/98, von 1999 bis 2006 sowie von 2012 bis 2015 in der Bezirksliga. Heimspielstätte ist der Sport- und LernPark in den Heeper Fichten. Mit Wilfried Biermann, Klaus Köller und Keanu Staude brachte der Verein drei spätere Profis sowie mit Erwin Türk einen späteren Zweitligatrainer hervor. Umgekehrt ließ der ehemalige Nationalspieler Jörg Böhme seine Karriere beim TuS Ost ausklingen.
Ebenfalls im Osten des Stadtteils ist der im Jahre 1986 gegründete FC Hilal Spor beheimatet. Die Mannschaft spielte von 1995 bis 1997 in der Bezirksliga. Heimspielstätte ist der Sport- und LernPark in den Heeper Fichten.

### Schildesche
Nördlich der Innenstadt liegt der Bezirk Schildesche, der sich in Schildesche, Gellershagen und Sudbrack aufteilt.
Erfolgreichster Club ist der VfL Schildesche, der im Jahre 1897 als Arbeiterturnverein Deutsche Eiche Schildesche gegründet wurde. Die „Schilsker“ spielten in der Saison 1949/50, von 1957 bis 1964 und von 1967 bis 1972 in der Landesliga. In der Bezirksliga spielte die Mannschaft von 1945 bis 1949, von 1952 bis 1957, von 1964 bis 1967, von 1972 bis 1981, von 1989 bis 1995 sowie von 1998 bis 2002. Heimspielstätte ist der Sportplatz am Viadukt. Der Verein brachte mit Nils Fischer, Serhat Kot, Heiko Meier, Mike Schürmann und Christian Wieczorek mehrere spätere Profis hervor.
Im Stadtteil Sudbrack existierten die Vereine TuS 04 Sudbrack und Grün-Weiß Bielefeld. Der TuS 04 Sudbrack spielte von 1959 bis 1964 in der Landesliga. Zu dieser Zeit spielte der spätere Intendant des Westdeutschen Rundfunks Fritz Pleitgen für den Verein. Die Grün-Weißen spielten von 1945 bis 1964 und von 1965 bis 1968 in der Bezirksliga. Am 21. Juni 1972 fusionierten beide Vereine zum SC Bielefeld 04/26, der auf der Sportanlage Sudbrack am Meierteich spielt. Nach der Fusion zum SC Bielefeld 04/26 spielte die Mannschaft von 1973 bis 1980, von 1986 bis 1988, von 1991 bis 1993 und ab 2014 in der Bezirksliga. Der SCB brachte mit Herbert Bittner und Ulrich Büscher zwei spätere Profis hervor.
 Aus einer Thekenmannschaft heraus entstand im Januar 1979 der Verein Teutonia Altstadt, der seine Heimspiele auf dem Sportplatz Stadtheide an der Schillerstraße austrug. Von 2000 bis 2005 spielte die Teutonia in der Bezirksliga. Ulrich Büscher war zeitweilig als Trainer aktiv. In der Saison 2001/02 erreichten die Teutonen das Achtelfinale im Westfalenpokal und unterlagen dort dem SC Paderborn 07 knapp mit 1:2.

### Senne
Im Süden der Stadt liegt der Bezirk Senne, der sich in Senne, Buschkamp, Windelsbleiche und Windflöte gliedert. Während es in Buschkamp und Windelsbleiche keine Vereine gibt, ist der lediglich auf Kreisebene reüssierende Club Fortuna Windflöte seit Jahren inaktiv.
 Der TuS 08 Senne I wurde im Jahre 1908 gegründet und ist in der bpi arena am Waldbad zu Hause. Zwischenzeitlich nutzte der Verein auch den Sportplatz Windflöte. Die erste Mannschaft spielte von 1963 bis 1967 sowie von 2019 bis 2022 in der Bezirksliga. Der Verein brachte mit Uğur Pamuk einen aserbaidschanischen Nationalspieler, mit Matthias Westerwinter einen späteren Bundesligaspieler und mit Berkant Güner einen später in Finnland aktiven Profi hervor. Maren Tellenbröker spielte für den FF USV Jena und Nina Philipp für den FSV Gütersloh 2009 in der Frauen-Bundesliga und für den FC Twente Enschede in der niederländischen Ehrendivision. Der Ex-Profi Norbert Eilenfeldt war als Nachwuchstrainer in Senne aktiv.

### Sennestadt
Am südöstlichen Ende von Bielefeld liegt der Bezirk Sennestadt, der sich in Sennestadt, Dalbke, Eckardtsheim und Heideblümchen aufgliedert. Fußballvereine gibt es nur in Sennestadt. Die Vereine Kickers Sennestadt und Türk Gücü Sennestadt spielen lediglich auf Kreisebene.
 Erfolgreichster Verein des Bezirks sind die Sportfreunde Sennestadt, die sich im Jahre 1910 als TV Jahn Senne II gründeten und ihren heutigen Namen seit 1945 tragen. Ihre erfolgreichste Zeit hatten die Sennestädter in den 1980er Jahren, als sie von 1982 bis 1989 in der Landesliga spielten. In der Bezirksliga kickten die Sportfreunde von 1979 bis 1982 und von 1989 bis 1996. Mit Josef Ivanović und Stefan Kühlhorn brachte der Verein zwei Profis hervor.

### Stieghorst
Im Osten der Stadt liegt der Bezirk Stieghorst, der sich in Hillegossen, Lämershagen-Gräfinghagen, Ober-Sieker, Stieghorst und Ubbedissen unterteilt. Lämershagen-Gräfinghagen hat keinen Fußballverein, während der Stieghorster Club TuRa 06 nie über die Kreisebene hinauskam.
 Der TuS Hillegossen wurde im Jahre 1905 als TV Deutsche Eiche Hillegossen gegründet. Die Hillegossener spielten von 1965 bis 1975, in der Saison 1992/93, von 1994 bis 1999 und von 2007 bis 2012 in der Bezirksliga. Heimspielstätte ist das Osningstadion.